# Caecidotea kenki
Caecidotea kenki är en kräftdjursart som först beskrevs av Bowman 1967.  Caecidotea kenki ingår i släktet Caecidotea och familjen sötvattensgråsuggor. Inga underarter finns listade i Catalogue of Life.